# Centrale des Awirs
De Centrale des Awirs is een elektriciteitscentrale te Awirs, gelegen op de linkeroever van de Maas.

## Geschiedenis
De eerste werken begonnen in 1949 en in 1951 werden twee eenheden van elk 55 MW in gebruik genomen. In 1963 kwam een eenheid van 130 MW in bedrijf, in 1967 gevolgd door nog een dergelijke eenheid. Een vijfde eenheid, nu van bijna 300 MW, volgde in 1973. Deze eenheden werden gestookt met steenkool dan wel met aardgas.
In 1998 werden de drie oudste eenheden afgeschakeld. Eenheid 5, die op aardgas werkte, werd als reserve-eenheid gebruikt, terwijl eenheid 4, die op steenkool werkte, in 2005 werd omgebouwd op biomassa, en wel door middel van houtafval dat bij de bosbouw vrijkomt en tot houtpellets is verwerkt. Het vermogen van deze eenheid bedraagt sindsdien 80 MW.
Wegens oplopende kosten door ouderdom en het einde van de looptijd van groenestroomcertificaten stopte op 31 augustus 2020 de centrale met het produceren van energie uit biomassa. De ontmanteling is gestart in april 2021 en men hoopt deze in 2023 afgerond te hebben.
De centrale is eigendom van Electrabel.